# Паркин, Стюарт
Стюарт Паркин (англ. Stuart Parkin; род. 9 декабря 1955 года) — британский учёный-физик. Один из пионеров в области использования спинтроники в устройствах хранения данных. Предложил беговую память (англ. Racetrack Memory).
Член Лондонского королевского общества (2000), Национальной академии наук США (2008) и ряда других академий.

## Биография
Уроженец Уотфорда, Англия, Паркин получил степень бакалавра (1977) и был избран научным сотрудником (1979) в Тринити-колледже, Кембридж, получил степень доктора философии (1980) в Кавендишской лаборатории, а также в Кембридже.
Он присоединился к IBM в 1982 году в качестве постдокторанта по международной торговле, став постоянным сотрудником в следующем году. В 1999 году он был назван стипендиатом IBM, высшей технической наградой IBM.

## Награды и отличия
- Премия Джеймса Макгруди за исследования в области новых материалов (1994)
- Премия «Еврофизика» (1997)
- Prize for Industrial Applications of Physics (2000)[8]
- IUPAP Magnetism Award and Néel Medal (2009)[9][10]
- Лектор имени Читама Калифорнийского университета в Санта-Барбаре (2011)
- Премия Технология тысячелетия (2014)
- Международная премия короля Фейсала (2021)
- Премия Дрейпера (2024) за разработку технологий спинтроники, позволяющих хранить цифровую информацию, которая служит основой нашего мира, управляемого данными[11]